# Scopula achrosta
Scopula achrosta là một loài bướm đêm trong họ Geometridae.